# Aleksi Salmenperä
Aleksi Salmenperä, né en 29 septembre 1973 à Helsinki (Finlande), est un réalisateur, scénariste et producteur de cinéma finlandais.

## Biographie
Il est diplômé de l'Université d'Art et de Design d'Helsinki. Parmi ses films figurent Producing Adults (2004), Un travail d'homme (2007) et Tous les chats sont gris (2010). A Man's Work a été présenté au 29e Festival international du film de Moscou.

## Filmographie partielle

### Comme réalisateur

#### Au cinéma
- 1998 : Rajatapaus (fi) (court métrage)
- 2001 : Onnenpeli 2001 (fi) (court métrage)
- 2004 : Lapsia ja aikuisia (Producing Adults)
- 2007 : Un travail d'homme (Miehen työ)
- 2009 : Posse (fi) (court métrage)
- 2010 : Tous les chats sont gris (Paha perhe)
- 2013 : Alaska Highway (fi) (documentaire)
- 2015 : Häiriötekijä
- 2016 : Jättiläinen
- 2018 : Tyhjiö
- 2022 : Kupla (fi)
- 2024 : Mestari ja haastaja (fi)

#### À la télévision

##### Séries télévisées
- 2002 : Vapaa pudotus (fi)  (3 épisodes)
- 2003-2005 : Tie Eedeniin (fi)
- 2006 : Uudisraivaaja (fi)
- 2012 : Helsingin herra (fi)
- 2017 : Incredible Fishing with Hissu & Tommi (fi)  (10 épisodes)
- 2020 : Eristyksissä (fi)  (1 épisode)
- 2020 : White Wall

## Récompenses et distinctions
- Jussi du meilleur réalisateur 2016 pour Häiriötekijä
- Jussi du meilleur réalisateur 2019 pour Tyhjiö
- Prix Jussi du meilleur court métrage (fi) 2021 pour Poke